# Aouint Yghomane
Aouint Yghomane  (in arabo عوينة يغمان‎?) è un centro abitato e comune rurale del Marocco situato nella provincia di Assa-Zag, regione di Guelmim-Oued Noun. Conta una popolazione di 3 042 abitanti (censimento 2014).